# Diana Rudychenko
Diana Rudychenko (en ukrainien Діана Рудиченко, Diana Roudytchenko), née le 24 mai 1986 en Hongrie, est une actrice, réalisatrice, et mannequin d'origine ukrainienne.

## Biographie
Diana Rudychenko a fait des études de cinéma à l'Université de Kiev (Master d'Audiovisuel en 2007) et à l'Université de Paris I Panthéon Sorbonne (Master 2 Cinéma en 2012). Elle a réalisé plusieurs courts métrages en Ukraine, au Japon, en France et aux États-Unis et a joué dans des films et téléfilms en Russie, en Ukraine et en France. Parallèlement, Diana a fait une carrière de mannequin.

## Filmographie

### Cinéma

#### Longs métrages
- 2011 : Coup d'éclat de José Alcala : Olga
- 2012 : Au cas où je n'aurais pas la palme d'or de Renaud Cohen
- 2012 : Mortem (film), d'Éric Atlan : rôle principal
- 2014 : Hunting Games de Bruno Vaussenat
- 2015 : Antigang (film) de Benjamin Rocher : Cliente bijouterie
- 2022 : Van Gogh In Love de Jean-Luc Ayach

#### Courts métrages
- 2013 : Ioushka (Юшка) de Diana Roudytchenko - Tournage à Soumy, présenté au Festival du court métrage de Clermont-Ferrand
- 2012 : Dakha Brakha.Vesnade Diana Roudytchenko (clip vidéo) - Tournage à Kiev
- 2011 : Tomatoes de Diana Roudytchenko - Tournage à Soumy
- 2010 : The Spoon de Diana Roudytchenko - Tournage à New-York
- 2009 : Inspiration de Diana Roudytchenko - Tournage à Soumy
- 2008 : Street Coffee de Diana Roudytchenko - Tournage à Tokyo
- 2008 : Druzi de Diana Roudytchenko - Tournage à Kiev
- 2005 : Narcozalezhnist de A. Kurina - rôle principal

### Télévision
- 2019 : Notre-Dame, la part du feu d'Hervé Hadmar
- 2019 : Coup de foudre à Saint-Pétersbourg de Christophe Douchand
- 2017 : La Loi de Julien de Christophe Douchand
- 2014 : La Trouvaille de Juliette de Jérôme Navarro : Tatiana
- 2012 : Des flics. Secrets de la grande ville(Менты. Тайны большого города) de Vyacheslav Krishtofovich - rôle principal
- 2010 : La Belle Endormie de Catherine Breillat (Arte)
- 2008 : Nastyna Lipa d'O. Fylyppenko
- 2007 : Un sac plein d'avenir (Саквояж со светлым будущим) de Vyacheslav Krishtofovich - rôle principal
- 2006 : Preuve circonstancielle (Косвенные улики) de Vyacheslav Krishtofovich - rôle principal
- 2006 : Kontact d'Andrey Novoselov

## Agences
- Elite Model Management - NYC
- Karin Models - Paris
- Satoru Japan Inc - Tokyo